# Wilfrid Hyde-White
Wilfrid Hyde-White (Bourton-on-the-Water, 12 maggio 1903 – Los Angeles, 6 maggio 1991) è stato un attore inglese.

## Biografia
I suoi genitori erano Ethel Adelaide Drought e William Edward White, canonico della Gloucester Cathedral. Studiò al Marlborough College e grazie allo zio, l'attore J. Fisher White, decise di seguirne le orme e intraprendere a sua volta la carriera di attore. Studiò quindi recitazione alla Royal Academy of Dramatic Art. Nel 1964 partecipò al film My Fair Lady e nel 1978 a Il gatto e il canarino.
Il 17 dicembre 1927 sposò Blanche Hope Aitken, da cui ebbe un figlio. Divorziato nel 1948 dalla Aitken, nel 1957 si risposò con Ethel Drew, con cui rimase fino alla morte, avvenuta nel 1991.

## Filmografia parziale

### Cinema
- La danza degli elefanti (Elephant Boy), regia di Robert J. Flaherty, Zoltán Korda (1937)
- Il mistero di Cambridge (Bulldog Drummond at Bay), regia di Norman Lee (1937)
- Un delitto nella notte (Wanter for Murder), regia di Lawrence Huntington (1946)
- Duello all'alba (Meet Me at Dawn), regia di Peter Creswell (1947)
- La famiglia Dakers (My Brother Jonathan), regia di Harold French (1948)
- Vigilia di nozze (Bond Street), regia di Gordon Parry (1948)
- Sogno d'amanti (The Passionate Friends), regia di David Lean (1949)
- La strada proibita (Britannia Mews), regia di Jean Negulesco (1949)
- Tramonto d'amore (That Dangerous Age), regia di Gregory Ratoff (1949)
- Lord Byron (The Bad Lord Byron), regia di David MacDonald (1949)
- Adamo ed Evelina (Adam and Evelyne), regia di Harold French (1949)
- Alto tradimento (Conspirator), regia di Victor Saville (1949)
- Il terzo uomo (The Third Man), regia di Carol Reed (1949)
- L'uomo della Torre Eiffel (The Man on the Eiffel Tower), regia di Burgess Meredith, Irwin Allen (1949)
- La salamandra d'oro (Golden Salamander), regia di Ronald Neame (1950)
- Estremamente pericoloso (Highly Dangerous), regia di Roy Ward Baker (1950)
- Alto comando: operazione uranio (Mister Drake's Duck), regia di Val Guest (1951)
- Addio Mr. Harris (The Browning Version), regia di Anthony Asquith (1951)
- L'avventuriero della Malesia (Outcast of the Islands), regia di Carol Reed (1951)
- Direzione Nord (Mr. Denning Drives North), regia di Anthony Kimmins (1951)
- Il forestiero (The Million Pound Note), regia di Ronald Neame (1954)
- Duello nella giungla (Duel in the Jungle), regia di George Marshall (1954)
- Controspionaggio (Betrayed), regia di Gottfried Reinhardt (1954)
- L'arciere del re (Quentin Durward), regia di Richard Thorpe (1955)
- John and Julie, regia di William Fairchild (1955)
- La volpe di Londra (The Silken Affair), regia di Roy Kellino (1956)
- Tarzan e il safari perduto (Tarzan and the Lost Safari), regia di H. Bruce Humberstone (1957)
- Il cerchio rosso del delitto (The Vicious Circle), regia di Gerald Thomas (1957)
- Up the Creek, regia di Val Guest (1958)
- Frontiera a Nord-Ovest (North West Frontier), regia di J. Lee Thompson (1959)
- Il diavolo nello specchio (Libel), regia di Anthony Asquith (1959)
- Facciamo l'amore (Let's Make Love), regia di George Cukor (1960)
- Un alibi (troppo) perfetto (Two Way Stretch), regia di Robert Day (1960)
- Un generale e mezzo (On the Double), regia di Melville Shavelson (1961)
- Ada Dallas (Ada), regia di Daniel Mann (1961)
- A 077, dalla Francia senza amore (On the Fiddle), regia di Cyril Frankel (1961)
- I figli del capitano Grant (In Search of the Castaways), regia di Robert Stevenson (1962)
- My Fair Lady, regia di George Cukor (1964)
- A braccia aperte (John Goldfarb, Please Come Home!), regia di J. Lee Thompson (1965)
- Dieci piccoli indiani (Ten Little Indians), regia di George Pollock (1965)
- S.S.S. sicario servizio speciale (The Liquidator), regia di Jack Cardiff (1965)
- Questa pazza, pazza, pazza Londra (The Sandwich Man), regia di Robert Hartford-Davis (1966)
- Il nostro uomo a Marrakesh (Our Man in Marrakesh), regia di Don Sharp (1966)
- Lo strangolatore di Baltimora (Chamber of Horrors), regia di Hy Averback (1966)
- Le labbra proibite di Sumuru (The Million Eyes of Sumuru), regia di Lindsay Shonteff (1967)
- Facce per l'inferno (P.J.), regia di John Guillermin (1968)
- Le incredibili avventure del signor Grand col complesso del miliardo e il pallino della truffa (The Magic Christian), regia di Joseph McGrath (1969)
- Chicago Chicago (Gaily, Gaily), regia di Norman Jewison (1969)
- Tropis - Uomo o scimmia? (Skullduggery), regia di Gordon Douglas (1970)
- Frammenti di paura (Fragment of Fear), regia di Richard C. Sarafian (1970)
- Il gatto e il canarino (The Cat and the Canary), regia di Radley Metzger (1978)
- Frate Ambrogio (In God We Tru$t), regia di Marty Feldman (1980)
- Giocattolo a ore (The Toy), regia di Richard Donner (1982)
- Fanny Hill, regia di Gerry O'Hara (1983)

### Televisione
- The Alcoa Hour – serie TV, episodio 2x18 (1957)
- Ben Casey – serie TV, 6 episodi (1962-1965)
- Ai confini della realtà (The Twilight Zone) – serie TV, episodio 4x17 (1963)
- Colombo (Columbo) – serie TV, episodi 2x04-5x06 (1972-1976)
- Galactica (Battlestar Galactica) – serie TV, 1 episodio (1978-1979)
- Buck Rogers (Buck Rogers in the 25th Century) – serie TV, 11 episodi (1981)

## Doppiatori italiani
- Lauro Gazzolo in Addio Mr. Harris, Il forestiero, Controspionaggio, L'arciere del re, Un generale e mezzo, Il diavolo nello specchio, Ada Dallas
- Corrado Racca in La danza degli elefanti
- Olinto Cristina in Adamo ed Evelina
- Manlio Busoni in Il terzo uomo
- Amilcare Pettinelli in Facciamo l'amore
- Gino Baghetti in Alto tradimento (ridoppiaggio 1962)
- Renato Turi in I figli del capitano Grant
- Giorgio Capecchi in My Fair Lady
- Ennio Balbo in Dieci piccoli indiani
- Walter Maestosi in Le incredibili avventure del signor Grand col complesso del miliardo e il pallino della truffa
- Sergio Fiorentini in Il gatto e il canarino
- Lino Troisi in Xanadu
- Alberto Lionello in Colombo
- Mario Chiocchio in Buck Rogers

## Riconoscimenti
Per la serie I novellini venne candidato al Golden Globe 1980 come Miglior attore in una serie commedia o musicale. Quell'anno il premio fu assegnato a Alan Alda.